# Xestospiza conica
Xestospiza conica — вимерлий вид горобцеподібних птахів родини в'юркових (Fringillidae). Був описаний у 1991 році за скам'янілими рештками, знайденими на острові Кауаї в архіпелазі Гавайських островів. Xestospiza conica мав конусоподібну форму дзьба та, ймовірно, живився комахами.